# 針ヶ谷 (さいたま市)
針ヶ谷（はりがや）は、埼玉県さいたま市浦和区の町名。現行行政地名は針ヶ谷一丁目から針ヶ谷四丁目。郵便番号は330-0075。

## 地理
さいたま市浦和区北西部の大宮台地上に位置する。一〜三丁目が東北本線（電車線としては京浜東北線、高崎線、宇都宮線、湘南新宿ライン、上野東京ライン、武蔵野線大宮支線）の線路の東側、四丁目が西側に位置している。最寄駅は京浜東北線与野駅である。
与野駅周辺は東口、西口ともにさいたま市浦和区上木崎一丁目であるが、針ヶ谷三丁目は与野駅東口の近隣を含んでいる。

### 地価
住宅地の地価は、2022年（令和4年）1月1日の公示地価によれば、針ヶ谷一丁目7-17の地点で32万9000円/m2となっている。

## 歴史
もとは江戸期より存在した武蔵国足立郡木崎領に属する針ヶ谷村であった。
- 発足時は幕府領、以降変遷無し[5]。
- 幕末時点では足立郡針ヶ谷村であった。明治初年の『旧高旧領取調帳』の記載によると、代官大竹左馬太郎支配所が管轄する幕府領であった。廓信寺の寺領も存在した[6]。
- 1868年（慶応4年）6月19日 - 武蔵知県事・山田政則（忍藩士）の管轄となる[7]。
- 1869年（明治2年） 
  - 1月13日 - 武蔵知県事・宮原忠英の管轄区域に大宮県を設置。県庁は東京府馬喰町に置かれる。
  - 9月29日 - 県庁が浦和に置かれ浦和県に改称。
- 1871年（明治4年）11月13日 - 第1次府県統合により埼玉県の管轄となる。
- 1879年（明治12年）3月17日 - 郡区町村編制法により成立した北足立郡に属す。郡役所は浦和宿に設置。
- 1889年（明治22年）4月1日 - 町村制施行により、上木崎、下木崎、駒場、瀬ヶ崎、針ヶ谷、本太、北袋、木崎領領家が合併し、木崎村が成立[8]。針ヶ谷村は木崎村の大字針ヶ谷となる。
- 1932年（昭和7年）4月1日 - 木崎村が谷田村と共に浦和町へ編入され[9]、浦和町の大字となる。
- 1934年（昭和9年）2月11日 - 浦和町が市制を施行し、浦和市となり[9]、浦和市の大字となる。
- 1943年（昭和18年） - 大字針ヶ谷は針ヶ谷町一丁目〜四丁目と北浦和町一丁目〜五丁目の一部になる[5]。これは住居表示とは別の町名変更である。これにより廓信寺が針ヶ谷から外れる。
- 1946年（昭和21年） 市営針ヶ谷住宅（20戸）を建設[5]。
- 1967年（昭和42年）9月1日 - 住居表示実施により、針ヶ谷町一丁目〜四丁目と大字上木崎の一部から針ヶ谷一丁目〜四丁目が成立[10]（針ヶ谷町一丁目・二丁目・四丁目から針ヶ谷一丁目・二丁目・四丁目、針ヶ谷町三丁目と大字上木崎から針ヶ谷三丁目）。
- 1970年（昭和45年） - 県営浦和高層住宅（200戸）を建設[5]。
- 2001年（平成13年）5月1日 - 浦和市が与野市、大宮市と合併しさいたま市となり、さいたま市の町丁となる。
- 2003年（平成15年）4月1日 - さいたま市が政令指定都市に移行し、さいたま市浦和区の町丁となる。

## 世帯数と人口
2017年（平成29年）9月1日現在の世帯数と人口は以下の通りである。
| 丁目         | 世帯数    | 人口    |
| ------------ | --------- | ------- |
| 針ヶ谷一丁目 | 960世帯   | 2,006人 |
| 針ヶ谷二丁目 | 1,154世帯 | 2,623人 |
| 針ヶ谷三丁目 | 784世帯   | 1,678人 |
| 針ヶ谷四丁目 | 1,426世帯 | 2,898人 |
| 計           | 4,324世帯 | 9,205人 |

## 小・中学校の学区
市立小・中学校に通う場合、学区（校区）は以下の通りとなる。
| 丁目         | 番地 | 小学校                   | 中学校                 |
| ------------ | ---- | ------------------------ | ---------------------- |
| 針ヶ谷一丁目 | 全域 | さいたま市立針ヶ谷小学校 | さいたま市立大原中学校 |
| 針ヶ谷二丁目 | 全域 | さいたま市立針ヶ谷小学校 | さいたま市立大原中学校 |
| 針ヶ谷三丁目 | 全域 | さいたま市立針ヶ谷小学校 | さいたま市立大原中学校 |
| 針ヶ谷四丁目 | 全域 | さいたま市立常盤北小学校 | さいたま市立常盤中学校 |

## 交通
地内を東北本線及び武蔵野線大宮支線が通っているものの駅はない。東北本線の電車線・京浜東北線の与野駅が最寄り駅である。

### 道路
- 埼玉県道164号鴻巣桶川さいたま線（旧中山道）
- たつみ通り - 地内に大原陸橋があり、東北本線を跨いでいる[12]。

## 公園
- 針ヶ谷一丁目公園
- 針ヶ谷二丁目第一公園
- 針ヶ谷三丁目子供広場 - 大原陸橋高架下に所在
- 針ヶ谷四丁目公園
- 針ヶ谷西公園
- 針ヶ谷児童公園

## 施設
- さいたま市水道局本庁舎
- さいたま市立常盤北小学校
- さいたま市立常盤中学校
- さいたま柔整専門学校
- テクノシティ浦和
  - さくら浦和ビル
  - 浦和テクノシティビル
  - 彩の国すこやかプラザ
    - 埼玉県社会福祉協議会
- AGS本社
- 埼玉労働相談センター
- さいたま柔整専門学校
- 双恵幼稚園
- 市立針ヶ谷保育園
- 常盤北保育園
- ひまわり乳児保育園
- 針ヶ谷公民館
- 県営浦和高層住宅
- 北浦和浄水場
- 埼玉県住宅供給公社北浦和住宅

※ さいたま市立針ヶ谷小学校は東隣の領家にある。